# عملیات طریق‌القدس
عملیات طریق‌القدس عملیات تهاجمی نیروهای مسلح ایران در خلال جنگ ایران و عراق بود، که در آذرماه ۱۳۶۰ به‌مدت ۸ روز در مناطق دشت‌آزادگان، بُستان و سوسنگرد، در استان خوزستان انجام شد و در نهایت منجر به آزادسازی بستان گردید. این عملیات به‌طور مشترک توسط سپاه پاسداران انقلاب اسلامی و نیروی زمینی ارتش جمهوری اسلامی ایران، همچنین پشتیبانی نیروی هوایی ارتش، هوانیروز و نیز جهاد سازندگی، علیه مواضع نیروهای ارتش عراق، طراحی و اجرا گردید. در این عملیات نیروهای ایرانی و به‌طور مشخص سپاه پاسداران و بسیج، برای نخستین بار از تاکتیک یورش موج انسانی، برای نفوذ به صفوف مستحکم نیروهای عراقی استفاده کردند. عملیات طریق‌القدس در نهایت، با پیروزی قاطع نیروهای ایرانی همراه بود و با انجام آن، بیش از ۳۰۰ کیلومتر مربع از خاک ایران از کنترل نیروهای عراقی خارج شد.

## اهداف
اهداف نیروهای ایرانی از انجام عملیات طریق‌القدس:
- تصرف تنگه چذابه و دسترسی به هورالهویزه
- قطع ارتباط نیروهای ارتش عراق، مستقر در شمال به جنوب رودخانه کرخه
- آزادسازی شهر بستان و ۷۰ روستای همجوار آن
- رسیدن به مرز بین‌المللی، در حدِ فاصل منطقهٔ هورالعظیم
- آزادسازی منطقه‌ای به وسعت ۳۵۰ کیلومتر مربع، از خاک استان خوزستان

## استعداد نیروها
در عملیات طریق‌القدس تعداد ۲۸ گردان پیاده، ۷ گردان زرهی و ۸ گردان مکانیزه از نیروهای ایرانی، در مقابل ۲۴ گردان پیاده، ۱۳ گردان زرهی، ۷ گردان مکانیزه، ۴ گردان گارد ریاست‌جمهوری و ۱۳ گردان کماندویی؛ از نیروهای عراقی، قرار گرفتند.

### یگان‌های عراقی
نیروهای عراقی، در قالب یگان‌های نیروی زمینی ارتش عراق، که در ۲ بخش شمال و جنوب رودخانه کرخه مستقر شده بودند، با پشتیبانی نیروی هوایی عراق، در این عملیات شرکت داشتند.
- نیروهای مستقر در شمال کرخه:
  - تیپ ۲۶ از لشکر ۵ پیاده
  - تیپ ۹۳ از لشکر ۴ پیاده
  - تیپ‌های ۲۳، ۳۱ و ۳۲ از نیروی مخصوص
- نیروهای مستقر در جنوب کرخه:
  - تیپ ۲۵ مکانیزه و تیپ‌های ۱۶، ۳۰ و ۹۶ از لشکر ۶ مکانیزه
  - تیپ ۴۸ از لشکر ۱۱ پیاده
  - تیپ ۱۲ از لشکر ۳ زرهی
  - تیپ ۳۲ از نیروی مخصوص
  - گردان ۲۰ از نیروی دفاع‌الواجبات
  - یگان کماندویی از لشکر ۷ پیاده
  - یگان‌هایی از جیش‌الشعبی
- گارد ریاست‌جمهوری (۴ گردان)
- توپخانه: (۶ گردان)[۱۱]

### یگان‌های ایرانی
در این عملیات، نیروهای مسلح ایران در قالب ۲ سازمان مجزا شامل؛ سپاه پاسداران و ارتش، حضور داشتند، همچنین نیروی هوایی ارتش و هوانیروز، ژاندارمری و جهاد سازندگی نیز، وظیفه پشتیبانی از نیروهای عمل‌کننده را برعهده داشتند. در عملیات طریق‌القدس نیروهای سپاه پاسداران برای اولین بار در قالب تیپ، سازماندهی شدند، که از نیروهای داوطلب بسیجی، ذیل این تیپ‌ها استفاده می‌شد. در مجموع یگان‌های نیروهای مسلح ایران شامل؛ ۳۵ گردان از سپاه پاسداران و ۱۶ گردان از ارتش، در این عملیات شرکت داشتند.
- سپاه پاسداران انقلاب اسلامی:
  - تیپ ۱ عاشورا (۹ گردان)
  - تیپ ۲ کربلا (۳ گردان)
  - تیپ ۳ امام‌حسین (۸ گردان)
  - تیپ ۴ امام‌سجاد (۶ گردان)
  - تیپ ۱۸ جوادالائمه (۲ گردان)
  - تیپ امام‌حسن (۳ گردان)
- ارتش جمهوری اسلامی ایران:
  - نیروی زمینی ارتش:
    - تیپ ۳ از لشکر ۹۲ زرهی اهواز
    - تیپ‌های ۱ و ۲ از لشکر ۱۶ زرهی قزوین
    - تیپ ۱ از لشکر ۷۷ پیاده خراسان
    - توپخانه ارتش (۸ گردان)

  - هوانیروز
  - نیروی هوایی ارتش
- ژاندارمری
- جهاد سازندگی[۱۲]

## نبرد
عملیات طریق‌القدس در تاریخ ۸ آذر ۱۳۶۰ و در ساعت ۳۰ در شهرستان دشت آزادگان، واقع در غرب استان خوزستان، آغاز گردید. اجرای عملیات طریق‌القدس ۱۴ روز به‌طول انجامید و هدف نیروهای ایرانی از انجام این عملیات، آزادسازی شهر بُستان و روستاهای همجوار آن، همچنین تأمین امنیت مرز و نیز دسترسی به منطقه وسیع هورالهویزه بود. در انتهای این عملیات، نیروهای ایرانی با موفقیت به اهداف از پیش تعیین‌شده دست یافتند و علاوه بر آزادسازی شهر بستان، تا نقطه مرزی چذابه نیز پیشروی نمودند.
در عملیات طریق‌القدس، نیروهای ایرانی (سپاه و بسیج) برای اولین بار از تاکتیک یورش موج انسانی برای نفوذ در سطوح دفاعی ارتش عراق استفاده کردند. نیروهای عمل‌کننده در محور شمالی عملیات، در ساعات اولیه آغاز درگیری، موفق شدند مواضع نیروهای عراقی را در خطوط اول، تصرف کنند و نیروهای احتیاط ارتش عراق را در پشت خطوط پدافندی منهدم نمایند. در ساعت ۶ بامداد روز اول عملیات، تیپ امام‌حسین، به پشتیبانی یک گردان زرهی از تیپ ۳ لشکر ۹۲ زرهی اهواز، با استفاده از جاده احداث‌شده توسط جهاد سازندگی، با بهره‌گیری از اصل غافلگیری، موفق شدند تنگه چذابه را تصرف و تأمین نمایند. در این محور تا ساعت ۹ صبح روز اول، تمامی اهداف نیروهای ایرانی تأمین شده بود. در محور جنوبی عملیات اوضاع به گونه‌ای دیگر بود، ارتش عراق که فلش اصلی عملیات نیروهای ایرانی را از این محور می‌دانست، با بهره‌گیری از موانع متعدد و هوشیاری فرماندهانش، به سختی مقاومت می‌کرد و مانع از پیشروی نیروهای ایرانی در این منطقه شده بود.
نیروهای مسلح ایران، در روز نخست عملیات طریق‌القدس، به رغم شکستن برخی از خطوط اولیه و تصرف پل سابله، با روشن شدن هوا، مجبور به عقب‌نشینی شدند. با بروز شرایط سخت در محور جنوبی عملیات، فرماندهان ایرانی تصمیم گرفتند که نیروهای شمالی خود را وارد منطقه ابوچلاچ (منطقه کوچک محصور بین شاخه‌های رودخانه کرخه در غرب بستان) نمایند و با پیشروی به سوی شرق و جنوب‌شرقی، بستان و منطقه سابله را تصرف کنند. این مرحله از طرح عملیات، در روز دوم، با ورود یگان‌های سپاه پاسداران به منطقه ابوچلاچ، تحقق یافت و شهر بستان، پس از تصرف ۴۲۰ روزه نیروهای عراقی، توسط ایرانی‌ها تصرف شد. متعاقب ورود نیروهای مسلح ایران به منطقه سابله و پیشروی به سوی ساحل شمالی رودخانه سابله و نهر عبید، نیروهای باقی مانده از ارتش عراق، مواضع خود در این منطقه را ترک نمودند و در پایان روز دوم عملیات، به منطقه جنوب رودخانه سابله عقب‌نشینی کردند. روزهای سوم تا پنجم عملیات طریق‌القدس، با تبادل آتش میان طرفین و تلاش نیروهای ایرانی برای نگهداری و تحکیم مواضع تصرف‌شده، سپری گردید.
در روز ششم این عملیات، در تاریخ ۱۳ آذر ۱۳۶۰ ارتش عراق سعی کرد تا از تعلل نیروهای ایرانی در اتخاذ یک پدافند مستحکم در منطقه شمال سابله، سود برده و این منطقه را بار دیگر تصرف کند، اما تجمع نیروهای پیاده و زرهی ایرانی در قسمت شمال پل سابله، موجب شد تا عراقی‌ها با تحمل تلفات سنگین، چندین کیلومتر نیز عقب‌نشینی کنند و در نهایت در جنوب منطقه سابله، مستقر شوند. نقطه پایان عملیات طریق‌القدس، تلاش نیروهای مسلح ایران برای پاکسازی محدوده‌ای به وسعت ۷۰ کیلومتر مربع بود، که بین جنوب سابله و شمال رودخانه نیسان قرار داشت و تا آن زمان، همچنان در اشغال نیروهای عراقی باقی مانده بود. فرماندهان ایرانی پس از انجام مباحث مانور و اقدامات شناسایی و آماده‌سازی نیروها، قصد داشتند این منطقه را نیز تصرف نمایند، ولی قبل از شروع عملیات، فرمانده عراقی به اشتباه تاکتیکی خود، مبنی بر حضور در یک منطقه محصور با موانع طبیعی، پی برد و بر همین اساس، در تاریخ ۳۰ آذر ۱۳۶۰ در پوشش آتش شدید توپخانه، به طرز ماهرانه‌ای، نیروهای خود را از این منطقه خارج کرد.

## نتایج
عملیات طریق‌القدس با پیروزی قاطع نیروهای ایرانی همراه بود، که منجر به آزادسازی شهر بستان و ۷۰ روستای همجوار آن، همچنین آزادسازی ۵ پاسگاه مرزی، توسط نیروهای ایرانی گردید. در این عملیات نیروهای مسلح ایران با پیشروی در عمق و رسیدن به جادهٔ فکه–جفیر، ارتباط میان نیروهای ارتش عراق در شمال‌غربی و جنوب‌غربی خوزستان را قطع نمودند و در نهایت با تصرف تنگ چزابه، به منطقه هورالهویزه دسترسی پیدا کردند.

## تلفات
تلفات این عملیات برای نیروهای ایرانی بیشتر از نیروهای عراقی بود.
- تلفات عراق: در حدود ۲٫۵۰۰ نفر کشته و زخمی، همچنین انهدام ۱۷۰ دستگاه خودرو زرهی، ۲۰۰ دستگاه خودروی سبک و سنگین و نیز ساقط شدن ۱۳ فروند هواپیمای جنگنده و ۴ فروند هلیکوپتر.
- تلفات ایران: در حدود ۶٫۰۰۰ نفر کشته و زخمی (تعداد کشته‌شدگان ۷۹۹ نفر اعلام شد، که شامل؛ ۶۷۴ نفر از سپاه و بسیج و ۱۲۵ نفر از ارتش بود) انهدام ده‌ها دستگاه خودروی زرهی و سقوط چندین هلیکوپتر تهاجمی بل ای‌اچ-۱ کبرا؛ متعلق به هوانیروز.[۱۵]

## فرماندهی
در عملیات طریق‌القدس، علی صیاد شیرازی (فرمانده نیروی زمینی ارتش) فرماندهی نیروهای ارتشی و محسن رضایی (فرمانده کل سپاه پاسداران) فرماندهی نیروهای سپاهی را برعهده داشتند. در سطح قرارگاه عملیاتی؛ مسعود منفرد نیاکی هدایت نیروهای ارتشی را عهده‌دار بود و غلامعلی رشید فرمانده عملیاتی نیروهای سپاهی بود، که جبهه شمالی به یحیی رحیم‌صفوی و جبهه جنوبی به‌صورت مشترک به مرتضی قربانی و محمدعلی جعفری واگذار شده بود. در این عملیات، جبهه شمالی مانور خود را به‌طور کامل اجرا و تکمیل کرد، که شهر بستان نیز توسط این بخش آزاد شد و جبهه جنوبی که با مقاومت بیشتری به ویژه در اطراف پل سابله روبرو شده بود، با حضور حسن باقری در این منطقه و کمکی که از جبهه شمالی دریافت کرد، موقعیت نیروهای بخش جنوبی تثبیت گردید و در انتها، یگان‌های باقیمانده از ارتش عراق نیز مجبور به عقب‌نشینی از بخش جنوبی شدند.

## جاده طریق‌القدس
بخش عمده منطقه‌ای که عملیات طریق‌القدس در آن انجام می‌شد، پوشیده از شن‌زار و رمل‌های بیابانی (شن و ماسه سبک) بود، که حرکت دادنِ نیروهای پیاده و نیز عبور نفربرها، تجهیزات زرهی و ادوات نظامی در آن، امکان‌پذیر نبود. مدتی قبل از اجرای عملیات طریق‌القدس، جهاد سازندگی با مشارکت یگان‌های مهندسی ارتش، اقدام به احداث جاده‌ای به طول ۸ تا ۱۰ کیلومتر، در عمق این شن‌زارها نمود، که عملیات طراحی و احداث آن نیز ۲۵ روز به‌طول انجامید. این جادهٔ مخصوص، تا نزدیکی محل استقرار توپخانه و نیروهای احتیاط ارتش عراق، ادامه داشت. شب ۸ آذرماه نیز بر اثر بارش باران، خاکِ این منطقه سفت و تا حدودی قابل عبور گردید، که پس از بارش باران، بلافاصله غلامعلی رشید، فرمانِ آغاز عملیات را صادر کرد و تیپ امام‌حسین، به همراه یک گردان مکانیزه سپاه و نیز یک گردان زرهی ارتش؛ از تیپ ۳ لشکر ۹۲ زرهی اهواز، با عبور از این جاده و پشت سر گذاشتن منطقه رملی، موفق شدند تا ساعت ۶ صبح روز اول عملیات، تنگه چذابه را تصرف و تأمین نمایند، که با از کار افتادن پشتیبانی آتش توپخانه نیروهای عراقی، زمینه پیروزی ایران در این عملیات نیز فراهم گردید.